# توشیا تاناکا
توشیا تاناکا (به انگلیسی: Toshiya Tanaka) بازیکن فوتبال اهل ژاپن و عضو باشگاه فوتبال کاشیما آنتلرز است.